# Ello
Ello (Ell in dialetto locale) è un comune italiano di 1 198 abitanti della provincia di Lecco in Lombardia. Centro agricolo e industriale dell’Alta Brianza lecchese, situato sulle verdi pendici occidentali del monte Regina (817 m), a SE del lago di Annone, tra le prealpi lombarde. Ello, assieme a Galbiate e Oggiono, si trova all’inizio della zona della città di Lecco, venendo dalla Brianza.

## Storia
I più antichi reperti archeologici rinvenuti sul territorio di Ello sono databili al II millennio a.C.: si tratta di un elmo, due spade, due pugnali, quattro punte di lancia e due asce, ritrovati nei pressi di una cava poco lontano dal paese.
Alcuni scavi avvenuti nel 1875 hanno invece riportato alla luce un sepolcro di epoca romana, assieme a alcune piccole urne che tuttavia non è stato possibile recuperare.
La più antica menzione storica si ritrova invece in un diploma di Federico Barbarossa datato 1162, in cui Ellum viene citata tra le terre, di proprietà del monastero di Civate, su cui l'imperatore garantiva la propria protezione.
Con il passaggio ai conti di Lecco, Ello fece parte del Contado della Martesana.
Durante la dominazione spagnola del Ducato di Milano, il paese fu in un primo momento acquistato da Giovanni Agostino de Abdua per 26 000 lire imperiali. Nel 1653 passò quindi ad Agostino Bonacina, assieme ai paesi di Cogoredo, Dolzago, Figino, Marconaga e Villa, tutti appartenenti alla pieve di Oggiono.
Ello fu patria dei Missaglia, celebri armaioli dei secoli XV e XVI.
Con l'abolizione dei diritti feudali da parte di Napoleone Bonaparte, Ello seguì le sorti di Oggiono.
A partire dall'Ottocento, il territorio di Ello si arricchì di ville signorili di proprietà di aristocratici milanesi. Nello stesso periodo, in paese era attiva una filanda.

### Simboli
Lo stemma e il gonfalone ufficiali sono stati approvati con decreto del presidente della Repubblica del 31 luglio del 1997.
Stemma
Gonfalone

## Monumenti e luoghi d'interesse

### Architetture religiose
La chiesa dei Santi Giacomo e Filippo, ricostruita nel 1671 sulla base di un precedente edificio del XV secolo, a sua volta edificato su una chiesa già esistente nel Duecento. Della primitiva fabbrica romanica, la chiesa conserva parti strutturali e il campanile a due piani di bifore. Internamente, la chiesa ospita affreschi risalenti al XV-XVI secolo; tra di essi spiccano le pitture della zona absidale, raffiguranti alcuni episodi della vita dei santi titolari della chiesa, oltre ai quattro principali Dottori della Chiesa assisi su troni di nuvole.

### Architetture civili
Prima di entrare nell'abitato di Ello è ancora possibile osservare un antico filatoio, detto "Filatoio dello Zero"; dotato di torcitoio, diga e condotte d'acqua in collegamento con altri opifici.

## Economia
I prodotti principali dell'agricoltura sono mais e foraggi. Diffuso anche l'allevamento della razza bovina bruna. Presente uno stabilimento tessile.

## Società

### Evoluzione demografica
- 426 nel 1751
- 417 nel 1771
- 500 nel 1805
- 1 721 dopo l'annessione di Dolzago nel 1809
- 721 nel 1853

Abitanti censiti

La popolazione è in continua crescita dal 2001 passando da 1 110  a 1 254 abitanti al 31/10/09.